# Туркменски бижута
Туркменските бижута са вид бижута, произхождащи от различни туркменски култури от Западна и Централна Азия. Те са изработвани, както за украшения, така и по духовни причини, а количеството бижута, което един човек носи, се равнява на ранга му в обществото.

## История
Полуномадските народи, различните туркменски племена често контактуват с градските центрове в Близкия изток. Туркменските бижутери черпят опит от тези контакти, което благоприятства разпространението на знанието за майсторството на туркмените. Туркменската бижутерия не е хомогенна, тъй като съществуват големи различия между занаятчиите на различните туркменски племена. Сребърният комплект със скъпоценни камъни се превръща в най-широко разпространеният вариант на туркменската бижутерия. Туркменската традиция смята, че скъпоценните камъни са полезни за човешкото здраве и много туркменски племена вярват, че бижутата притежават магически сили. Сцените, изобразени върху бижутата, се различават. Някои изобразяват животни и флорални мотиви, докато други изобразяват планини, които са свещени за туркмените или геометрични форми. Смята се, че различните скъпоценни камъни имат различен ефект върху притежателите им. Карнеолът и среброто се носят, за да предпазват от смърт и болести, докато тюркоазът се носи като символ на чистотата.
Бижутата са използвани като символ за утвърждаване на ранга в туркменското общество. Според изкуствоведа Лейла Диба, туркменските бижута са създадени и носени от всички слоеве на туркменското общество, от хан до тези на „ниво на съществуване“. Смята се, че едно момиче започне да носи скъпоценни камъни от ранна детска възраст, ще увеличи плодовитостта си. След раждането жената намалява постепенно количеството на бижутата, които носи, докато достигне старост. Видовете дрехи също се влияят от бижутата, които са носени.
Производството на туркменски бижута продължава и до днешно време. Поради високата цена на благородните метали и скъпоценните камъни, в някои туркменски бижута скъпоценните камъни се заменят със стъклени мъниста.

## Галерия
- Туркменско женско бижу, метал и карнеол.
- Туркменско женско бижу, сребро, злато и карнеол.